# Batalla de la Marina
La batalla de la Marina fou un dels combats entre angevins, partidaris de Lluís III d'Anjou, i alfonsins, partidaris d'Alfons el Magnànim, per establir el successor al tron del Regne de Nàpols.

## Antecedents
La reina Joana II de Nàpols regnava a Nàpols sense descendència i va adoptar Alfons el Magnànim com a futur hereu l'agost de 1420. Martí V va excomunicar Joana, nomenant de Lluís III d'Anjou com a hereu de la corona. Els complexos jocs d'aliances i rivalitats locals no permetien conquestes duradores de Còrsega, agreujat pel conflicte del Cisma d'Occident, en què els corsos estaven dividits pel suport a Joan XXIII, ajudat pels pisans i Benet XIII, ajudat pels genovesos.
El maig del 1420 Alfons s'embarcà en una expedició per consolidar el domini catalano-aragonès a les illes de Sardenya, Sicília i Còrsega, i en resposta a aquest moviment, Lluís d'Anjou va desembarcar a Nàpols el 15 d'agost.

## Batalla
En setembre de 1420, mentre Orso Orsini estava assetjat a la ciutat de Nàpols amb Bernardino Ubaldini, Jacopo Caldora i Ramon de Perellós, els angevins Muzio Attendolo Sforza, Maffeo da Cotignola, Micheletto Attendolo, Perino Attendolo i altres es van acostar a la porta Marina, Orsino va fer sonar les campanes d'alarma, i va córrer cap a l'enemic, que després de quatre hores de sagnant batalla, es va veure obligat a fugir per la porta del Carmine.

## Conseqüències
En 1420 Alfons el Magnànim va cridar Braccio da Montone, a canvi de les places de l'Aquila i Càpua per lluitar per ell contra Muzio Sforza, qui estava al capdavant de l'exèrcit Angeví a Nàpols. No hi va haver una batalla oberta, encara que l'exèrcit de Braccio va moure's per tot l'Abruzzo i iniciant el setge de l'Aquila.
La reina va abandonar l'aragonès i es passà al costat dels angevins, però Braccio va romandre lleial a Alfons. Després del combat el desembre de 1421 entre Braccio da Montone i Muzio Sforza a l'entorn del Castel Capuano, on la reina estava sent assetjada, Alfons el Magnànim es va haver de retirar al Castell Nou, però el suport de les 22 galeres comandades per Joan Ramon Folc II de Cardona va millorar la seva posició. La reina, pressionada pels angevins feu marxa enrere i el 1423 adoptà Lluís III d'Anjou (qui onze anys abans havia estat competidor del seu pare al Compromís de Casp).
El 10 de juny de 1423 va arribar una flota alfonsina a Nàpols, i l'endemà tingué lloc la batalla de la Porta de Capua entre els angevins Muzio Sforza, Giacomo Acciapaccia, Foschino i Bettuccio Attendoli i altres, contra els alfonsins Federico i Giovanni Ventimiglia foren capturats una vintena de capitans aragonesos, entre ells Giovanni Ventimiglia.
Alfons va posar rumb de tornada als seus regnes, no sense abans destruir el port de Marsella amb la seva flota, el més important dels dominis angevins. Pere d'Aragó, germà del rei, es quedà a Itàlia per defensar les possessions. A principis de 1424 una flota del duc de Milà va atacar i prendre Gaeta, que estava en mans catalanes, i a continuació es va dirigir a Nàpols, on Jacopo Caldora es va passar al bàndol angeví i els catalans es van retirar i controlar només el Castell Nou i el Castell de l'Ou, mentre les seves cases foren saquejades.